# Ilha da Califórnia

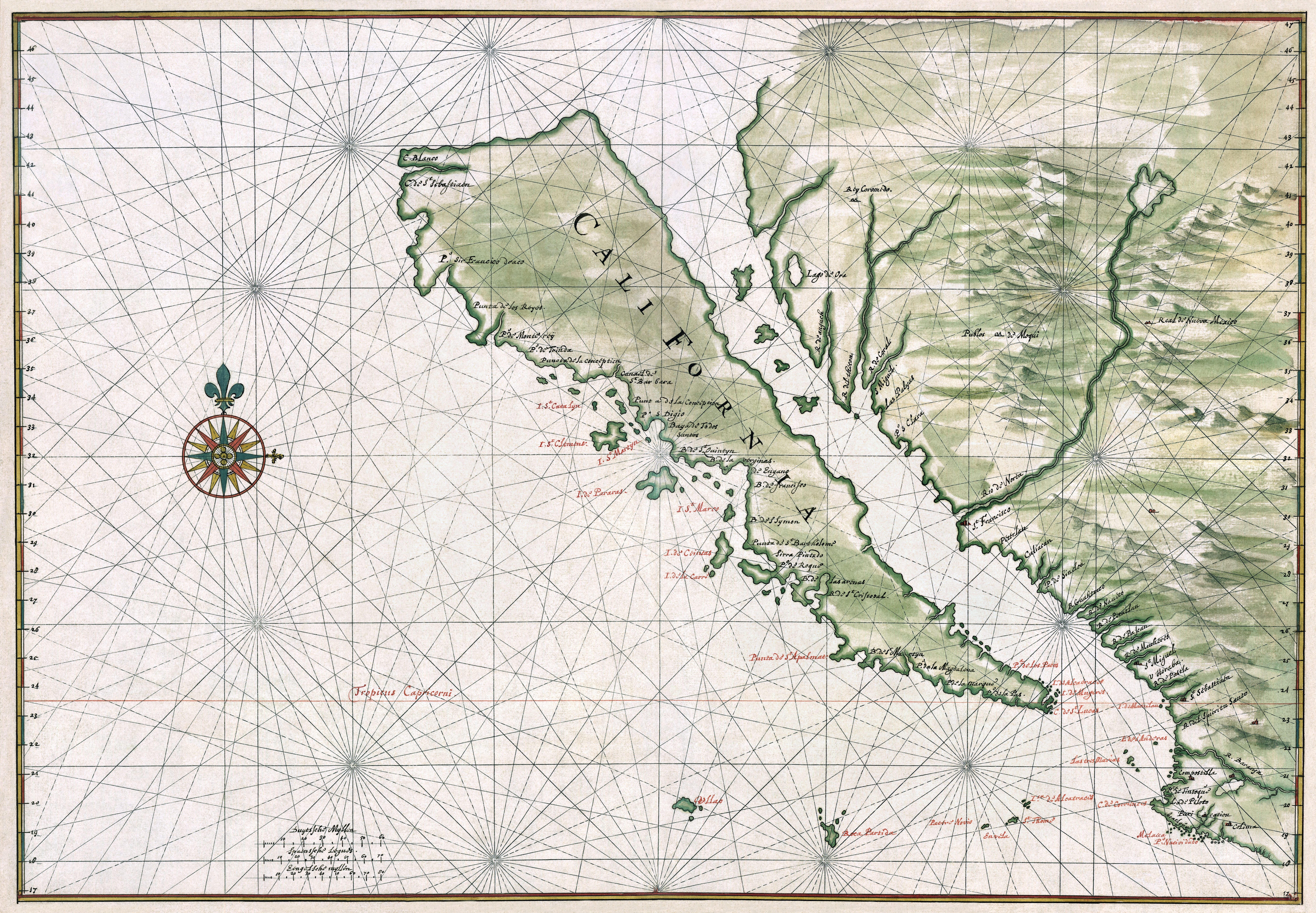
A ilha da Califórnia, representada pelo cartógrafo Joan Vinckeboons em um mapa feito por volta de 1650.

O termo Ilha da Califórnia refere-se a um equívoco cartográfico europeu que data do século XVI, no qual a península da Baixa Califórnia não fazia parte do continente da América do Norte, mas sim seria uma grande ilha separada do continente por um estreito hoje conhecido por Golfo da Califórnia.
É um dos erros cartográficos mais famosos da história e se propagou em muitos mapas durante os séculos XVII e XVIII, apesar das evidências contraditórias de vários exploradores. 

## História
A primeira menção conhecida da lenda da Ilha da Califórnia é encontrada no romance de cavalaria Las sergas de Esplandián publicado em 1510 por Garci Rodríguez de Montalvo. Ele descreveu a ilha na seguinte passagem:
| “ | Sabemos que na mão direita das Índias existe uma ilha chamada California muito perto da borda do Paraíso terrestre; e é habitada por mulheres negras, sem nenhum homem entre elas, pois vivem na forma de Amazonas. Eram lindas e robustas, coragem ardente e grande força. A ilha era grande, com seus penhascos íngremes. Suas armas eram todas de ouro assim como os arreios que usavam para domar os animais selvagens. Em toda a ilha não havia metais além do ouro. | ” |

É provável que esta descrição levou os primeiros exploradores a classificar erroneamente a península da Baixa Califórnia como a ilha nessas lendas.
Em 1533, Fortún Ximénez, um marinheiro amotinado em uma expedição de exploração enviada por Hernán Cortés, descobriu a porção sul da Baja California em torno de La Paz. O próprio Cortés acompanhou de perto a descoberta com uma expedição para La Paz, mas teve de abandonar o local logo depois. As informações limitadas de Cortés sobre o sul da Baja California aparentemente fizeram com que ele nomeasse a região como a lendária Califórnia e uma suposição inicial, mas de curta duração, o levou a crer que fosse uma grande ilha. 
Em 1539, Hernán Cortés enviou o navegador Francisco de Ulloa ao norte, ao longo do Golfo e das costas do Pacífico da Baja California. Ulloa chegou à foz do Rio Colorado na cabeça do Golfo, tal fato parecia provar que a região era uma península, em vez de uma ilha. Uma expedição comandada por Hernando de Alarcón ascendeu ao baixo Rio Colorado e confirmou a descoberta de Ulloa. Mapas publicados posteriormente na Europa durante o século XVI, incluindo os de Gerardo Mercator e Abraham Ortelius, mostravam corretamente Califórnia como uma península.
Apesar desta evidência, no entanto, a representação da Califórnia como uma ilha reviveu no início do século XVII. Um fator que contribui pode ter sido a segunda viagem de Juan de Fuca, em 1592. Fuca afirmou ter explorado a costa ocidental da América do Norte e ter encontrado uma grande abertura que possivelmente ligava ao Oceano Atlântico - a lendária Passagem do Noroeste. A afirmação de Fuca permanece controversa, porque restou apenas um relato escrito do que ele encontrou, sua menção tem relação com o navegador inglês Michael Lok. No entanto, esse mesmo relato afirma que Fuca encontrou um grande estreito, com uma grande ilha em sua foz, em torno da latitude 47 ° ao norte. O Estreito de Juan de Fuca está de fato em torno da latitude 48 ° N, assim como o extremo sul da grande ilha agora chamada Ilha Vancouver, enquanto o lado norte do Golfo da Califórnia termina muito mais ao sul, mais ou menos a 31 ° N. É possível que os exploradores e cartógrafos do século XVII tenham confundido os dois (se de fato eles estavam cientes da viagem de Fuca), e em qualquer caso, uma maior exploração era inevitável. Na verdade, o famoso explorador britânico James Cook quase não chegou ao Estreito de Juan de Fuca em março 1778, quase 200 anos depois. Cook até o chamou de Cape Flattery (no extremo noroeste do atual estado de Washington), que localiza-se na foz do estreito, em vez de parar na baía de Nootka, pouco distante da costa oeste da ilha de Vancouver a cerca de 49 ° N. Seu relato afirma: "não vimos nada parecido [Estreito de Juan de Fuca];. nem há a menor probabilidade de que já existiu" No entanto, Cook descreve um certo mau tempo em seu relato nessa época, e continuou a viagem para mapear a maior parte do litoral do Pacífico exterior da América do Norte do moderno norte da Califórnia até o Estreito de Bering, no Alasca, na mesma viagem.
Relatos da expedição de Oñate chegaram às mãos de Antonio de la Ascención, um frade carmelita que havia participado de explorações com Sebastián Vizcaíno na costa oeste da Califórnia, nos anos de 1602 e 1603. Ascención era um propagandista incansável em favor da colonização espanhola na Califórnia, e seus escritos posteriores referem-se à região como uma ilha. Como os mapas mais antigos confirmam, as autoridades espanholas e os moradores locais estavam bem conscientes de onde o limite real norte do Golfo da Califórnia localizava-se, mas pela extensão do antigo litoral norte do Cabo Mendocino e, eventualmente, mesmo do Estreito de Puget, a reivindicação de Drake da Nova Albion para a Inglaterra (1579) poderia ser invalidada pela anterioridade da reivindicação de Cortes (1533).

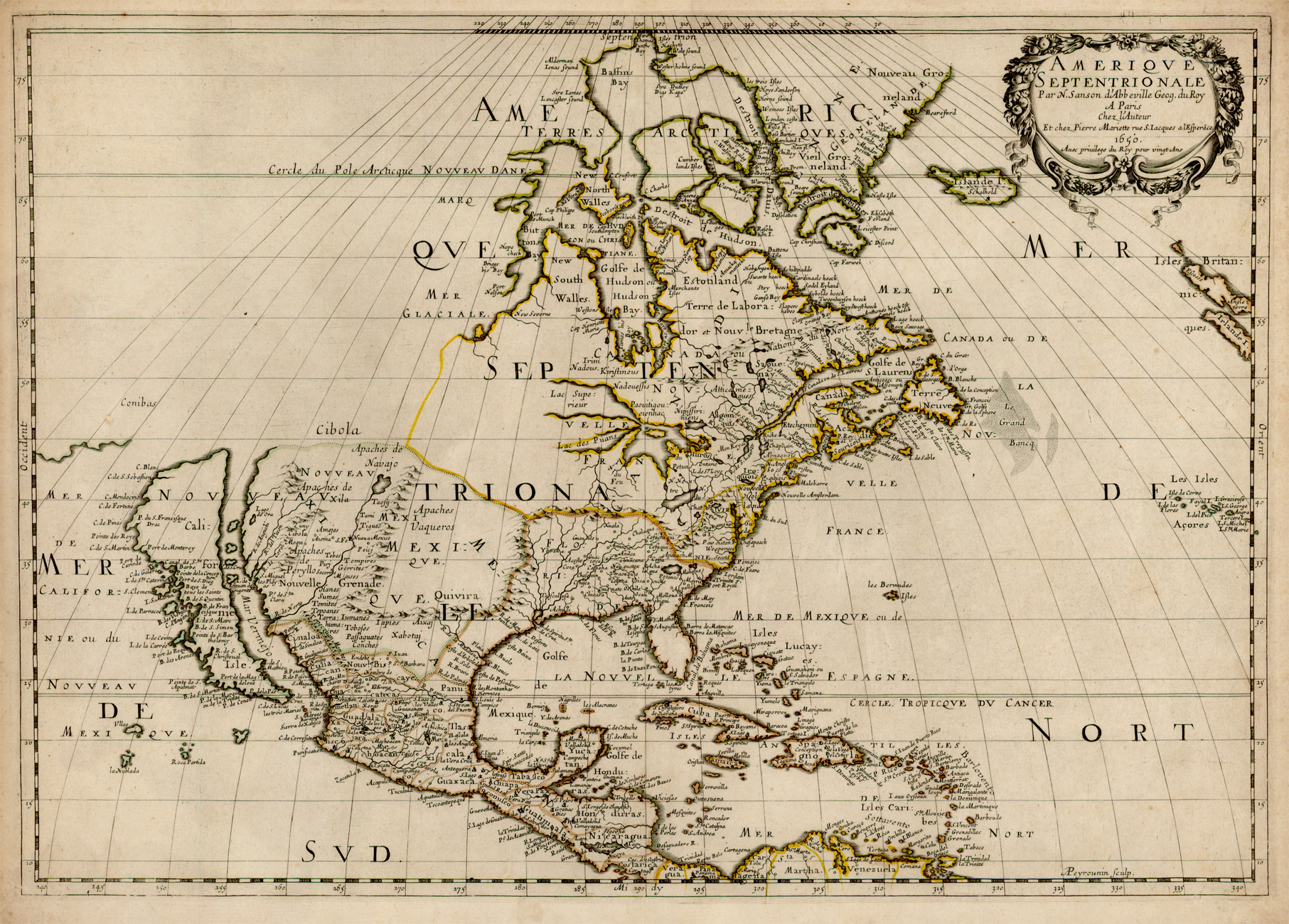
A "ilha da Califórnia" no mapa de Nicolas Sanson, 1650.

Pouco tempo depois, uma expedição por terra foi liderada pelo governador e fundador do Novo México, Juan de Oñate. A expedição desceu o rio Colorado em 1604 e 1605, e o relatório oficial afirmou que, do ponto de observação dos participantes, estes puderam ver melhor até onde o Golfo da Califórnia continuava afastado para o noroeste (provavelmente detrás da Sierra Cucapá na Bacia da Laguna Macuata). Posteriormente, o primeiro reaparecimento conhecido da Ilha da Califórnia em um mapa data de 1622 em um mapa de Michiel Colijn of Amsterdam. A imagem se tornou o padrão para muitos mapas posteriores ao longo do século XVII e de forma intermitente até o século XVIII. Mapas anteriores mostram o Golfo terminando em seu local correto. A extensão do Golfo entre seu término real e o Estreito Juan de Fuca foi escrita Mare Vermexo em mapas mais tarde retirados de fontes espanholas. (Na época, cartógrafos holandeses viviam sob domínio espanhol.)
O missionário jesuíta e cartógrafo Eusebio Francisco Kino reviveu a ideia de que Baja California era uma península. Enquanto estudava na Europa, Kino tinha aceitado a insularidade da Califórnia, mas quando ele chegou ao México começou a ter dúvidas. Kino fez uma série de expedições terrestres do norte de Sonora até áreas dentro ou perto do delta do rio Colorado, em 1698–1706, em parte para proporcionar uma rota prática entre as missões dos jesuítas em Sonora e Baixa Califórnia, mas também para resolver a questão geográfica. Kino se convenceu que uma ligação por terra deveria existir, e os jesuítas do século XVIII em geral, seguiram seu exemplo. No entanto, Juan Mateo Manje, companheiro militar em várias viagens de Kino, expressou ceticismo; cartógrafos europeus permaneceram divididos sobre a questão.
Entre os missionários jesuítas e exploradores que tentaram por um fim na questão estão Juan de Ugarte (1721), Ferdinand Konščak (1746) e Wenceslaus Linck (1766). A questão foi finalmente decidida de forma inequívoca quando as expedições de Juan Bautista de Anza viajaram entre Sonora e a costa oeste da Califórnia, no período de 1774-1776.